# إذاعة الشرق الأوسط (كندا)
إذاعة الشرق الأوسط في كندا المعروفة أيضا بـCHOU-AM (بالفرنسية: Radio Moyen-Orient au Canada، وبالإنجليزية: Middle East Radio in Canada) هي محطة إذاعية كندية ناطقة باللغة العربية تبث من مونتريال، كيبيك.

## ملكية وتاريخ
إذاعة الشرق الأوسط في كندا تملكها وتديرها «شركة كيبيك»، وهي شركة مستقلة تمارس الأعمال التجارية تحت اسم "Radio Moyen Orient du Canada". الإذاعة تبث على الموجة المتوسطة 1450 كيلوهرتز على مدار 24 ساعة دون توقف مع قوة 2,000 واط خلال ساعات النهار و1,000 واط خلال ساعات الليل كفئة C في كندا، وذلك باستخدام هوائي متعدد الاتجاهات.
بدأت الإذاعة البث على الموجة المتوسطة 1450 يوم 18 كانون الثاني/يناير 2007. المؤسس/المالك والمدير العام للمحطة هو انطوان (طوني) كرم.
البث الجديد ابتداء من 2007 استبدل البث بطريقة (عمليات تعدد الاتصالات الفرعية) السابقة تحت الناقل الرئيسي لإذاعة CISM وبدأ البث على الهواء في عام 1996. الإذاعة العربية كانت تعرف في هذه الفترة باسم CRMO Radio Moyen-Orient.
التردد 1450 كان يستخدم سابقا في كندا من قبل محطة في غرانبي، كيبيك على بعد حوالي 60 كيلومترا إلى الشرق من مونتريال والموجة كانت خالية منذ العام 1996، إلى أن آلت إلى «إذاعة الشرق الأوسط».

## البرامج
لـ«إذاعة الشرق الأوسط» شبكة برامج متنوعة تستهدف بشكل رئيسي المجتمع الكندي - العربي، ومعظم البرامج تذاع باللغة العربية باستخدام اللهجات العربية المختلفة بما في ذلك:
- اللهجة اللبنانية
- اللهجة السورية
- اللهجة المصرية
- اللهجات العربية المغاربية من الجزائرية والمغربية والتونسية

كما تبث بواقع ساعتين أسبوعيا باللغة الأرمنية ببرامج موجهة للجالية الكندية - الأرمنية الآتية من بلاد الشرق الأوسط.
البرامج تغطي الأخبار الجالوية الكندية العربية وأخبار المجتمع والنشاطات الفنية وتغطية المناسبات الدينية المسيحية والإسلامية لمجتمعات الشرق الأوسط وشمال أفريقيا التي تعيش في كيبيك وكندا.
«إذاعة الشرق الأوسط في كندا» تبث أيضا:
- نشرات أخبار يومية وبرامج حوارية أسبوعية من المحطة اللبنانية "صوت لبنان.
- نشرات الأخبار اليومية بالعربية من «إذاعة مونت كارلو الدولية».

## وصلات خارجية
- موقع الإذاعة الرسمي